# 天元突破グレンラガン 紅蓮学園篇
天元突破グレンラガン紅蓮学園篇（てんげんとっぱ - ぐれんがくえんへん）は、原作・GAINAX、中島かずき。ストーリー構成・財津A司、作画・吉川かば夫の天元突破グレンラガンを題材にした漫画作品。角川書店刊『月刊コンプエース』にて連載された。
また本作の前身企画とも言える、アニメ版のDVD5巻の初回特典である『男一匹グレンラガン』及び、続編の『男どアホウ!グレンラガン』『男組だよ!グレンラガン』『男の条件!グレンラガン』の"男シリーズ"についても本項にて記載する。

## 概要
本作は『天元突破グレンラガン』の世界観である、多元宇宙（パラレルワールド）設定を基にした漫画作品である。
コンプエース2008年10月号から連載が開始された。現代日本に近い世界観を舞台にした学園漫画。

## ストーリー
ダイグレン学園に通う学生の少年シモンは、「ごくごく普通の生活」を求めながらも兄貴分のカミナや幼馴染のヨーコらに振り回される生活を送っていた。そんなある日、学校の掃除をさせられた帰りにシモンは階段の上から落ちてきた謎の少女・ニアと出会う。ニアに見初められたシモンは、ロージェノムが送り込むテッペリン学院の刺客からニアを守ることになっていく。

## 登場人物

### ダイグレン学園
シモン
オンボロアパート、ジーハ荘に住む気弱な少年。ポジションはツッコミ役。両親は故人で一人暮らしをしている。「ごく平凡な暮らし」を望んでいたがニアやカミナ、キタンら仲間達に振り回され、いつもとばっちりを食らっている。他人が起こすトラブルに巻き込まれやすい。「不幸だ～」というのが口癖だったが、ニアを守るべく漢に変わりつつある。
ニア・テッペリン
テッペリン学院の学園長ロージェノムの娘。家出してヴィラルに追いかけ回されていた際、階段から転げ落ちてシモンに激突。そんな彼を「身を挺して守ってくれた」と解釈してシモンに運命を感じる。その後、シモンの部屋に押しかけて同居する事になる。シモン曰く「可愛いけど変な人」。シモンと「合体」する事で強大なパワーを得る。「月刊 男の魂」なる本を愛読書としている。シモンを追って、ダイグレン学園へ転校してきた。
最終局面においては父ロージェノムの溺愛と過保護によって二重人格になっていたことが発覚。黒ニアとしてシモンとカミナの前に立ちはだかる。
カミナ
シモンの兄貴分。ニアと同じく「月刊 男の魂」を愛読しており、彼女と意気投合する。また本編と同じく、シモンの素養を見抜いており、彼のことを「漢」だと認めている。いつも壁、床、天井、窓などを突き破って登場するため、シモンから「ドアから入ってきて」と言われている。
ヨーコ
シモンの幼馴染。薙刀を愛用している。アディーネとの喧嘩の際カミナに手を貸してもらい、その際に「十倍返し（キス）」を奪われて赤面する。
キタン
ダイグレン学園のトップに立つべく、カミナをライバル視する。ジョーガン、バリンボー、キッド、アイラック、ゾーシィ、テツカンらを従える。キヨウがダヤッカと結婚したことがトラウマになっている。
ライバルと言っても仲が悪い訳ではなくシモンとも普通に接している場面もある。
ロシウ
ダイグレン学園の風紀委員長。いつもトラブル騒ぎを起こすカミナ達に頭を痛めている。尚、この漫画のキャラは基本的にアニメ本編における「第一部」「第二部」の姿で登場する事が多いが、彼は「第三部」以降の姿で登場する。
因みに生徒会長の特権か、白ランを着用している。
ダヤッカ
ダイグレン学園の先生。秘密だがキヨウと結婚している。
ジャージを着用していることから体育教師と思われる。
キヨウ
ヨーコの友人。学生だがダヤッカの嫁。
キノン
ロシウの補佐で風紀委員。腐女子の気がある。またロシウのデコを愛している。
キヤル
ヨーコの友人。
リーロン
学園長。チャイナ服を着用しているオカマ。
ジョーガン、バリンボー、キッド、アイラック、ゾーシィ、テツカン
キタンの仲間。数えるほどしか台詞が無い。
マッケン
壁の修理をしていることからグレン学園の用務員と思われる。レイテとの夫婦関係は不明。
登場数1コマ、台詞無し。
レイテ
薬品実験を行っていることからグレン学園の科学教諭と思われる。マッケンとの夫婦関係は不明。
登場数1コマ、台詞無し。

### テッペリン学院
ヴィラル
家出してきたニアを連れ戻そうとする黒服。ニアを「ニア様」「お嬢様」と呼ぶ。テッペリン学園の生徒だが進級不可の評価を覆すため必死にニアを連れ戻そうとするが、二回も失敗して落第してしまう。
ロージェノム
テッペリン学園の理事長。ニアの父親。典型的な親バカで娘を溺愛しており、ダイグレン学園へ刺客を送り込む。

#### 番長四天王
正確な表記は「テッペリン学院番長四天王」。
アディーネ
ニアを連れ戻すべくダイグレン学園へ乗り込み、ヨーコと決闘を繰り広げる。
チミルフ
スイカ投げ勝負をカミナに挑むがグアームの自爆で敗北。
グアーム
スイカに爆弾を仕込み、チミルフに手を貸そうとするがギミーとダリーによって海へ沈められる。
シトマンドラ
「番長四天王最強」を自称している。海の回で満を持して登場するがサメに食われかける。

### その他
ギミー
海の回で登場。グアームを海へ沈める。
ダリー
ギミーと共に登場。

## 男シリーズ
アニメ本編のDVDシリーズの特典として収録されたドラマCD。脚本は中島かずき。
紅蓮学園篇とは設定が異なるが、「グレンラガンで学園物」という点で共通する設定も多い。しかしグレンラガンやダイグレン、エンキドゥを始めとしたガンメンなども登場したり、ロシウが敵であるなど差異もある。
『月刊ヒーローズ』（ヒーローズ）2013年9月号からコミック版が連載中。

### 男一匹グレンラガン
TVアニメ本編のDVD5巻の初回特典として収録されたドラマCD。公式で初めて「学園グレンラガン」を行った作品。タイトルの元ネタは『男一匹ガキ大将』から。
コミック版のタイトルは『天元突破グレンラガン 男一匹編』。

### 男どアホウ!グレンラガン
劇場版『紅蓮篇』DVDの限定版に収録されたドラマCD。『男一匹』の続編。タイトルの元ネタは『男どアホウ甲子園』から。
コミック版のタイトルは『天元突破グレンラガン 男どアホウ!編』。

### 男組だよ!グレンラガン
劇場版『螺巌篇』DVDの限定版に収録されたドラマCD。『男どアホウ!』の続編。タイトルの元ネタは『男組』から。
コミック版のタイトルは『天元突破グレンラガン 決戦!男組編』。

### 男の条件!グレンラガン
「天元突破グレンラガン COMPLETE Blu-ray BOX」に収録されたドラマCD。『男組だよ!』から7年後の出来事を描いた「男シリーズ」の完結編。タイトルの元ネタは川崎のぼるの漫画『男の条件』から。

### 登場人物
振り仮名の後の括弧内は、オリジナルキャラの名前。

#### 大紅蓮学園(だいぐれんがくえん)
神野神名(かみのかみな)(カミナ)(17歳)
声 - 小西克幸
高等部2年生。このドラマCDでは主人公ポジション。父である神野博士が残したグレンに乗る。『男どアホウ!』では冒頭でキャラ紹介したり、妹を人質に脅されるキタンの様子に気づいて機転を利かせるなど本編よりはツッコミに回る事が多い。
7年後の『男の条件!』では大紅蓮小学校の体育教師になっている。メムの担任。
堀田志門(ほったしもん)(シモン)(14歳)
声 - 柿原徹也
中等部2年生。営繕部の部長。ニアの部下。父である堀田博士が遺したラガンに乗る。修繕コンテストで優勝した腕前があり、ドリルを使って破壊された学校を修繕する事が多い。『男一匹』の終盤で、神名を「アニキ」と呼ぶようになる。また一人称はアニメと違って「僕」だったり、丁寧な言葉遣いが目立つ。
7年後の『男の条件!』では漫画家になっている。少年ガンマジールの看板作品「戦え!グランセボーヤ」(ランドセルを背負った巨大小学生が主人公のバトルもの)を連載していたが行き詰まり原稿を破る。代わりにこっそり書き溜めていた原稿「天元突破グレンラガン」(ドリル好きの気弱な少年が地下の世界から抜けて、最終的には宇宙の果てで銀河をブン投げる話)を載せることになった。
宇津和庸子(うつわようこ)(ヨーコ・リットナー)(17歳)
声 - 井上麻里奈
高等部2年生。神名の幼馴染。様々な部活を掛け持ちする。7年後の『男の条件!』では大紅蓮小学校の国語の先生になっている。
ニア・テッペリン(14歳)
声 - 福井裕佳梨
テッペリン学園の理事長。父ロージェノム・テッペリンの野望を打ち砕くべく、志門、リーロン、ダヤッカと共に日本へやって来た。
本編よりも天然な面が押し出されており『男一匹』では神名を振り回す事もあった。
月ー豕(ブータ)
声 - 伊藤静
ニアが連れている「ブタだかモグラだかわからない生き物」。
理野論太(りのろんた)(リーロン・リットナー)
声 - 小野坂昌也
ニアと共にテッペリン財団から離反したオカマ教師。物理の先生。テッペリン財団に居た頃は「切れ者リーロン」と呼ばれていた。
7年後の『男の条件!』では大紅蓮小学校の教頭になっている。
打屋海蔵(だやかいぞう)(ダヤッカ・リットナー)
声 - 中村大樹
ニアと共にテッペリン財団から離反した教師。2-B担任。元はダヤッカという名前だったが、テッペリン財団を去る際に捨てた。
7年後の『男の条件!』では大紅蓮小学校の校長になっている。黒野紀陽と結婚している。
阿波天助(あわてんすけ)(アーテンボロー・コアチッチ)
声 - 桐井大介
あわてんぼう。愛称は本編と同じく「アーテン」。7年後の『男の条件!』では大紅蓮小学校の宿直室常勤になっている。
阿波究太郎(あわきゅうたろう)
阿波天助の双子の弟。本編では名前のないリットナー村のお兄さん。
レイテ(レイテ・ジョーキン)
声 - 本田貴子
保健室のおばさん兼売店店主。
テツカン(テツカン・リットナー)
声 - 水島大宙
神名と庸子のクラスメイト。
神野昇子(かみのしょうこ)
カミナの母。カミナが幼い時に亡くなる。
メム・サスーン
声 - 伊藤静
ヴィラルとクロニアの娘。大紅蓮小学校に入学する。1年1組。
ギミー(ギミー・アダイ)
声 - 本田貴子
大紅蓮小学校の生徒。
シモンアバン
声 - 柿原徹也
シモンの漫画「天元突破グレンラガン」の原稿から出てきたシモン。
大紅蓮隊の仲間としてキッド、アイラック、ゾーシィ、マッケン、ジョーガン、バリンボーなどがいる。

#### 蜂蚊高校(ばちかこうこう)
黒野騎丹(くろのきたん)(キタン・バチカ)(17歳)
声 - 谷山紀章
神名の自称ライバル。『男一匹』の頃は「キングキタン号」というバイクに乗っていた。
7年後の『男の条件!』では漫画家シモンのアシスタントをしている。まかない飯担当。
黒野紀陽(くろのきよう)(キヨウ・バチカ→キヨウ・リットナー)
声 - 佐藤利奈
騎丹の妹。7年後の『男の条件!』では漫画家シモンのアシスタントをしている。背景担当。打屋海蔵と結婚している。
黒野紀暢(くろのきのん(キノン・バチカ)
声 - 植田佳奈
騎丹の妹。7年後の『男の条件!』では漫画家シモンのアシスタントをしている。トーン処理担当。
黒野紀矢瑠(くろのきやる)(キヤル・バチカ)
声 - 阿澄佳奈
騎丹の妹。7年後の『男の条件!』では漫画家シモンのアシスタントをしている。仕上げ担当。

#### テッペリン財団
ロシウ・デコイ(ロシウ・アダイ)
声 - 斎賀みつき
テッペリン財団日本制圧プロジェクトチームリーダー。本編と違って敵。ヴィラルとコンビを組み、彼にデコを叩かれる。
7年後の『男の条件!』では漫画家シモンの担当編集者になっている。
ヴィラル・サスーン(ヴィラル)
声 - 檜山修之
テッペリン財団日本制圧プロジェクトゼネラルマネージャー。本編と同じくエンキに乗ってカミナの前に立ちはだかる。
7年後の『男の条件!』ではクロニアと結婚し娘メムを儲け、市役所に勤める公務員になっている。
ロージェノム・テッペリン(ロージェノム)
声 - 池田成志
テッペリン財団総帥。ニアの父。カミナとラーメン「シャク屋」で出会い、大食い勝負にて大盛りチャーシュー麺52杯を食べカミナを負かした後に食い逃げする。
クロニア・テッペリン
声 - 福井裕佳梨
ニアの双子の妹。7年後の『男の条件!』ではヴィラルと結婚し、娘メムを儲ける。
神野丈(かみのじょー)
カミナの父。テッペリン財団科学局の研究者で、グレンを作った。
車に轢かれそうな仔猫を助けて交通事故で亡くなる。趣味はコンビニスイーツ食べ比べ。
アディーネ・ディートリッヒ(アディーネ)
テッペリン財団の幹部。漫画版に登場。
チミルフ・ロランボック(チミルフ)
テッペリン財団の幹部。漫画版に登場。
グアーム・ハイデッカー(グアーム)
テッペリン財団の幹部。漫画版に登場。
シトマンドラ・マッハ(シトマンドラ)
テッペリン財団の幹部。漫画版に登場。
ストレイア
病弱なニアを育てた。
シーヴス(ココ爺)
病弱なニアを育てた。

#### 大螺巌科学要塞研究所
堀田軋(ほったきしむ) / アンスパ野郎(アンチ=スパイラル)
声 - 上川隆也
シモンの父。大螺巌科学要塞研究所の所長で、ラガンを作った。テッペリン財団科学局の元研究者だったが、ロージェノムの世界征服の野望に気がつきテッペリン財団と戦うことになった。
あんかけスパゲッティが好物で『男組だよ!』では黒いタートルネック・黒いズボン・黒い皮手袋・黒い靴・黒い目だし帽で正体を隠して行動、スナック「雑司ヵ谷」であんかけスパゲッティを注文していた。
雑司ヵ谷永吉(ぞうしがやえいきち)(ゾーシィ・カナイ)
声 - 川上貴史
大螺巌科学要塞研究所の一員。『男組だよ!』ではスナック「雑司ヵ谷」のマスターに扮し、正体を隠していた。
松田健一(まつだけんいち)(マッケン・ジョーキン)
声 - 神永レオ
大螺巌科学要塞研究所の一員。『男組だよ!』ではスナック「雑司ヵ谷」にいた客に扮し、正体を隠していた。
銀部礼(ぎんぶれい)(ギンブレー・カイト)
声 - 水島大宙
テッペリン財団の手先である銀部会のボス。堀田軋に根性を叩き直された事で銀部会の解散を宣言、大螺巌科学要塞研究所のクルーになった。
7年後の『男の条件!』では大紅蓮小学校の生活指導になる。
大場丈岩(おおばじょうがん)(ジョーガン・バクサ)
声 - 四宮豪
銀部会のメンバー。銀部会解散後、大螺巌科学要塞研究所のクルーになった。
大場林望(おおばりんぼう)(バリンボー・バクサ)
声 - 堂坂晃三
銀部会のメンバー。銀部会解散後、大螺巌科学要塞研究所のクルーになった。
キッド・ザ・クイック(キッド・コイーガ)
声 - 近藤隆
堀田軋の部下。銀部会に潜入していた。
アイラック・ホークアイ(アイラック・コイーガ)
声 - 桐井大介
堀田軋の部下。銀部会に潜入していた。